# カルド・ヴェルデ

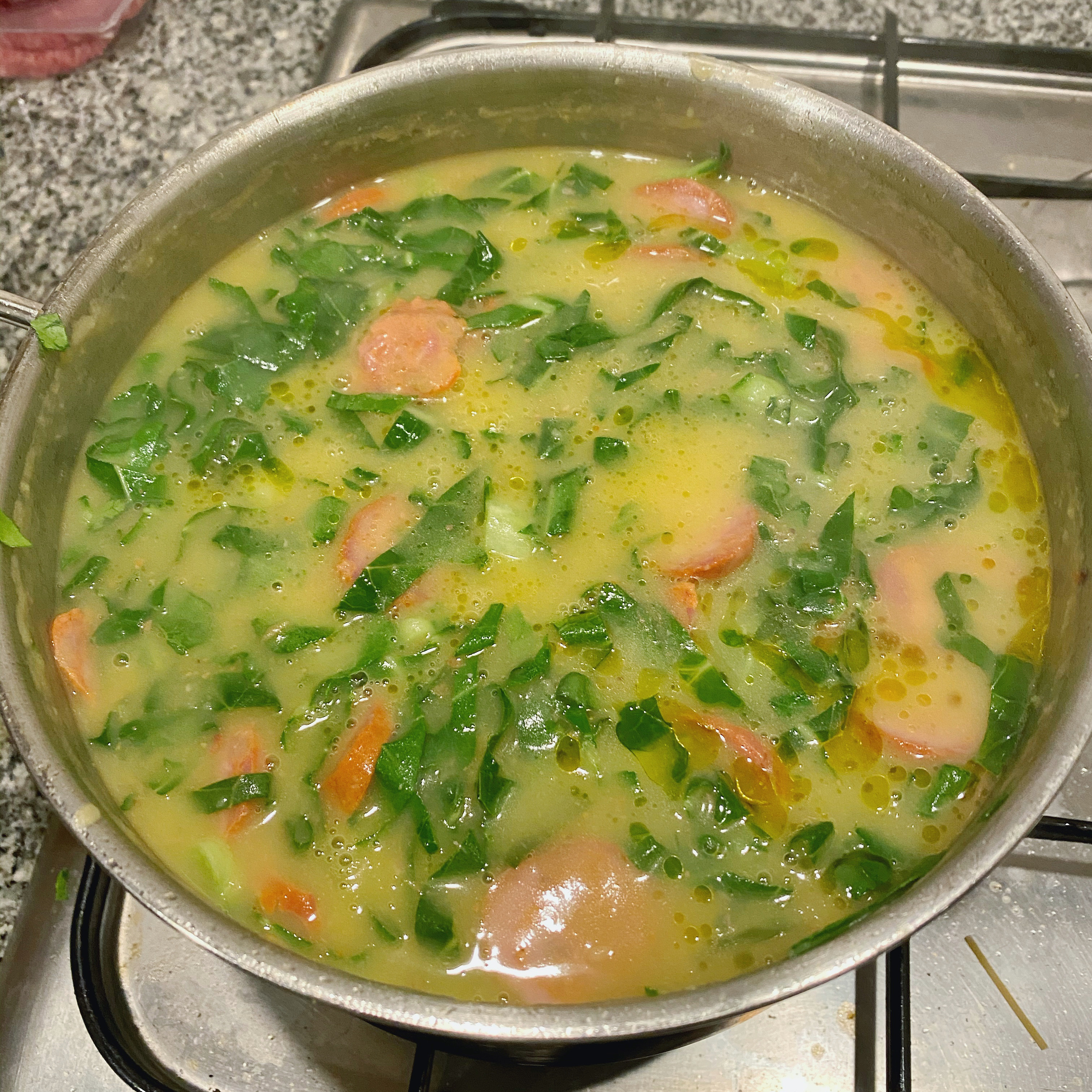
カルド・ヴェルデの例

カルド・ヴェルデ（ポルトガル語: Caldo verde）はポルトガルのスープ料理。ポルトガルのスープ料理の代表例である。
元々はポルトガル北部の料理であったが、今日ではポルトガル全土で食べられている。
「カルド・ヴェルデ」は「緑のスープ」の意味である。主な材料は千切りにしたケール、ジャガイモ、チョリソーであり、味付けはオリーブオイルと塩のみである。
ポルトガルのスーパーマーケットではカルド・ヴェルデ用に予め千切りにしたケールが販売されているほか、調理済のカルド・ヴェルデがタッパー入りで販売されている。
ポルトガルでのカルド・ヴェルデの立ち位置は、日本における味噌汁に例えられる。家庭でも作られ、レストランなどでも提供される寒い時期には欠かせない料理である。ポルトガルでは必ずパンが添えられて提供され、パンでスープをすくって食べる。